# Prefettura di Yamagata
Yamagata (山形県?, Yamagata-ken) è una prefettura giapponese con circa 1,2 milioni di abitanti, che si trova nella regione di Tōhoku, sull'isola Honshū. Il suo capoluogo è l'omonima città Yamagata.
Confina con le prefetture di Akita, Fukushima, Miyagi e Niigata.